# Joost van der Burg
Joost van der Burg (Nootdorp, 11 december 1993) is een Nederlandse baanwielrenner. Zijn specialiteit is de ploegenachtervolging. 

## Biografie
Van der Burg begon met wielrennen bij Restore Cycling in Pijnacker. Hij reed vooral op de weg, totdat hij een keer mee deed aan het NK Junioren op de baan en meteen zilver op de kilometer tijdrit en op de achtervolging won. Kort daarna werd hij Nederlands kampioen bij de junioren op het onderdeel omnium. Hij legde zich meer toe op het baanwielrennen en kwam bij de nationale selectie. Daar kwam hij ook weer buiten te staan, aangezien hij onvoldoende presenteerde. Door zijn goede prestaties in de periode daarna vocht hij zich toch weer terug. Van der Burg werd in januari 2015 opgenomen in de Nederlandse ploegenachtervolging voor de wereldbekerwedstrijd in Cali
De wielrenner uit Nootdorp plaatste zich uiteindelijk in juli 2016 in een bike-off voor het Nederlands team dat meedoet op de ploegenachtervolging op de Olympische Spelen in Rio de Janeiro. De Spelen verliepen echter tragisch voor Van der Burg. Hij kwam ten val in de laatste ronde tijdens de kwalificatie, waardoor het Nederlands team meteen was uitgeschakeld.
Van der Burg studeert fiscale economie aan de Erasmus Universiteit in Rotterdam.

## Erelijst

### Baanwielrennen
| Jaar | NK                                   | EK | WK | Overige |
| ---- | ------------------------------------ | -- | -- | ------- |
| 2015 | omnium                               |    |    |         |
| 2016 |                                      |    |    |         |
| 2017 |                                      |    |    |         |
| 2018 | achtervolging · Ploegenachtervolging |    |    |         |

## Ploegen
- 2018 –  Vlasman Track/Road Continental Cycling Team
- 2019 –  Vlasman Cycling Team

Beukeboom · J. Bovenhuis · R. Bovenhuis · van der Burg · van den Dool · Duvigneau · Havik · Kooijman · Ottevanger · Stroetinga · Wennekes · van Zijl